# Julie Ferrier
Julie Ferrier (Courbevoie, 5 dicembre 1971) è un'attrice francese.

## Filmografia parziale

### Attrice
Cinema
- Madame Irma, regia di Didier Bourdon e Yves Fajnberg (2006)
- Mr. Bean's Holiday, regia di Steve Bendelack (2007)
- Un château en Espagne, regia di Isabelle Doval (2007)
- Ça se soigne?, regia di Laurent Chouchan (2008)
- Notre univers impitoyable, regia di Léa Fazer (2008)
- Parigi (Paris), regia di Cédric Klapisch (2008)
- Didine, regia di Vincent Dietschy (2008)
- Daddy Cool - Non rompere papà (15 ans et demi ...), regia di François Desagnat e Thomas Sorriaux (2008)
- Agathe Cléry, regia di Étienne Chatiliez (2008)
- Musée haut, musée bas, regia di Jean-Michel Ribes (2008)
- L'esplosivo piano di Bazil (Micmacs à tire-larigot), regia di Jean-Pierre Jeunet (2009)
- Il truffacuori (L'arnacoeur), regia di Pascal Chaumeil (2010)
- Tournée, regia di Mathieu Amalric (2010)
- De l'huile sur le feu, regia di Nicolas Benamou (2011)
- Sea, No Sex & Sun, regia di Christophe Turpin (2012)
- Babysitter per amore (La stratégie de la poussette), regia di Clément Michel (2012)
- La fleur de l'âge, regia di Nick Quinn (2012)
- Pour une femme, regia di Diane Kurys (2013)
- La vie domestique, regia di Isabelle Czajka (2013)
- Klauni, regia di Viktor Taus (2013)
- Jamais le premier soir, regia di Mélissa Drigeard (2014)
- La liste de mes envies, regia di Didier Le Pêcheur (2014)
- 11 donne a Parigi (Sous les jupes des filles), regia di Audrey Dana (2014)
- Lou! Journal infime, regia di Julien Neel (2014)
- Jamais de la vie, regia di Pierre Jolivet (2015)
- Due poliziotti a Parigi (Puerto Ricans in Paris), regia di Ian Edelman (2015)
- Les naufragés, regia di David Charhon (2016)
- Père fils thérapie!, regia di Émile Gaudreault (2016)
- Chacun sa vie, regia di Claude Lelouch (2017)
- Non trovo più Albert (J'ai perdu Albert), regia di Didier Van Cauwelaert (2018)
- Lo sbirro di Belleville (Le flic de Belleville), regia di Rachid Bouchareb (2018)
- En Passant Pécho: Les Carottes Sont Cuites, regia di Julien Hollande (2021)
- Big Bug (BigBug), regia di Jean-Pierre Jeunet (2022)
- Les algues vertes, regia di Pierre Jolivet (2023)

Televisione
- La révolte des innocents - film TV (2018)
- Groom - serie TV, 7 episodi (2018-2020)
- Crimes parfaits - miniserie TV, 6 episodi (2018-2021)
- Finalement - Storia di una tromba che si innamora di un pianoforte (Finalement), regia di Claude Lelouch (2024)

### Doppiatrice
- Un mostro a Parigi (Un monstre à Paris) (2011)